# Ходасевич, Владислав Фелицианович
Владисла́в-Фелициа́н Фелициа́нович Ходасе́вич (16 (28) мая 1886, Москва — 14 июня 1939, Париж) — русский поэт, переводчик. Выступал также как критик, мемуарист и историк литературы, пушкинист.

## Семья
Различные упоминания про польское или литовское просхождение Ходасевичей не подтверждаются документально. Фамилия белорусского происхождения, от имени Хадась [Фаддей]. Семья Ходасевичей внесена в список мещан Минска за 1891 год, где отмечено, что они проживают в Москве. Предписанием Минской казённой палаты всё семейство зачислено в московские второй гильдии купцы.
Отец поэта, Фелициан Иванович (ок. 1834—1911; иногда Ходасевич называл своего отца «литовцем»), учился в Петербургской Академии художеств. Работал в том числе на родине: еще будучи студентом, в 1861 году начинающий художник заключил контракт на написание икон для церкви Спаса Преображения в местечке Раков, и в следующем, 1862 году, успешно выполнил задание.
Однако, попытки молодого Фелициана стать художником не удались, и он стал фотографом. Работал в Туле и Москве, в частности фотографировал Льва Толстого, и открыл в Москве магазин фотографических принадлежностей. Жизненный путь отца точно изложен в стихотворении Ходасевича «Дактили»:

Был мой отец шестипалым. По ткани, натянутой туго,
Бруни его обучал мягкою кистью водить…
Ставши купцом по нужде — никогда ни намёком, ни словом
Не поминал, не роптал. Только любил помолчать…
Мать поэта, Софья Яковлевна (1846—1911), была дочерью известного еврейского литератора Якова Александровича Брафмана (1824—1879), впоследствии перешедшего с семьёй в православие (1858) и посвятившего дальнейшую жизнь «реформе еврейского быта» с христианских позиций. Софья Яковлевна была отдана в польскую семью и воспитывалась ревностной католичкой.
Старший брат поэта, Михаил Фелицианович (1865—1925), стал известным адвокатом, его дочь, художница Валентина Ходасевич (1894—1970), написала портрет своего дяди Владислава. Поэт жил в доме брата во время учёбы в университете и в дальнейшем, вплоть до отъезда из России, поддерживал с ним тёплые отношения.

## Биография

### Ранние годы (1886—1917)
Самый младших из детей в семье Ходасевичей родился 16 (28) мая 1886 года в Москве. 28 мая того же года Владислав-Фелициан, сын учителя Фелициана Ивановича Ходасевича и Софьи Яковлевны, урождённой Брафман, был крещён в московском костёле Петра и Павла.
Поэт окончил 3-ю московскую гимназию и затем, в 1904 году, поступил в Московский университет на юридический факультет, однако осенью следующего года перешёл на историко-филологический, где учился с перерывами до весны 1910 года, но курса не окончил. С середины 1900-х годов Ходасевич находился в гуще литературной московской жизни: посещал Валерия Брюсова и телешовские «среды», Литературно-художественный кружок, вечера у Зайцевых, печатался в журналах и газетах, в том числе «Весах» и «Золотом руне».
В возрасте 18 лет, 24 апреля 1905 года Ходасевич женился на Марине Эрастовне Рындиной, приёмной дочери полковника. Рындина — «красивая эффектная блондинка <…> славилась своими эксцентричностями; показывалась приятелям в костюме Леды с живым ужом на шее и пр.». Уже в конце 1907 года супруги расстались. Брак был расторгнут 20 декабря 1910 года. Часть стихотворений из первой книги стихов Ходасевича «Молодость» (1908) посвящена отношениям с Мариной Рындиной. По воспоминаниям Анны Ходасевич (Чулковой) поэт в эти годы «был большим франтом», Дону-Аминадо Ходасевич запомнился

…в длиннополом студенческом мундире, с чёрной подстриженной на затылке копной густых, тонких, как будто смазанных лампадным маслом волос, с жёлтым, без единой кровинки, лицом, с холодным нарочито равнодушным взглядом умных тёмных глаз, прямой, неправдоподобно худой…
В 1910—1911 годах Ходасевич страдал болезнью лёгких, что явилось поводом к его поездке с друзьями (М. Осоргиным, Б. Зайцевым, П. Муратовым и его супругой Евгенией и др.) в Венецию, пережил любовную драму с Е. Муратовой и утрату обоих родителей — с интервалом в несколько месяцев. С конца 1911 года у поэта установились близкие отношения с младшей сестрой поэта Георгия Чулкова, Анной Чулковой-Гренцион (1887—1964), в 1917 году они обвенчались. Сын Чулковой от первого брака, будущий киноактёр Эдгар Гаррик (1906—1957), рос в семье Ходасевича.
В 1914 году Ходасевич выпустил вторую книгу стихов под названием «Счастливый домик». За шесть лет, прошедших от написания «Молодости», он стал профессиональным литератором, зарабатывающим на жизнь переводами, рецензиями и фельетонами. В годы Первой мировой войны получил «белый билет» по состоянию здоровья и работал в «Русских ведомостях», «Утре России», а в 1917 году — в «Новой жизни». Из-за туберкулёза позвоночника он в 1916 и 1917 годах проводил лето в Коктебеле, у поэта Максимилиана Волошина.

### После 1917 года
В 1917 году Ходасевич с восторгом принял Февральскую революцию и поначалу согласился сотрудничать с большевиками после Октябрьской революции, но быстро пришёл к выводу, что «при большевиках литературная деятельность невозможна», и решил «писать разве лишь для себя». В 1918 году совместно с Лейбом Яффе издал книгу «Еврейская антология. Сборник молодой еврейской поэзии». Работал секретарем третейского суда, вёл занятия в литературной студии московского Пролеткульта. В 1918—1919 годах служил в репертуарной секции театрального отдела Наркомпроса, в 1918—1920 заведовал московским отделением издательства «Всемирная литература», основанного М. Горьким. Ходасевич принимал участие в организации книжной лавки на паях (1918—1919), где известные писатели (Осоргин, Муратов, Зайцев, Б. Грифцов и др.) лично дежурили за прилавком. В марте 1920 года, из-за голода и холода, поэт заболел острой формой фурункулёза и в ноябре перебрался в Петроград, где получил с помощью Горького паёк и две комнаты в писательском общежитии «Дом искусств», о котором впоследствии написал очерк «Диск».
В 1920 году вышла третья книга стихов Ходасевича «Путём зерна» с одноимённым заглавным стихотворением, в котором есть такие строки о 1917 годе:

И ты, моя страна, и ты, её народ,
Умрёшь и оживёшь, пройдя сквозь этот год.
В Петрограде известность Ходасевича упрочилась. В декабре 1921 года он познакомился с поэтессой Ниной Берберовой (1901—1993), влюбился в неё, в мае женился и 22 июня 1922 года уехал с нею через Ригу в Берлин. В том же 1921 году в Петрограде и в Берлине выходит четвёртая книга стихов Ходасевича «Тяжёлая лира». В 1922—1923 годах, живя в Берлине, Ходасевич много общался с Андреем Белым, в 1922—1925 (с перерывами) жил в семье Горького, которого высоко ценил как личность (но не как писателя), признавал его авторитет, видел в нём гаранта гипотетического возвращения на родину, но знал и слабые свойства характера Горького, из которых самым уязвимым считал «крайне запутанное отношение к правде и лжи, которое обозначилось очень рано и оказало решительное воздействие как на его творчество, так и на всю его жизнь». В это же время Ходасевич и Горький основали (при участии В. Шкловского) и редактировали журнал «Беседа» (вышло семь номеров), где печатались советские авторы.
К 1925 году Ходасевич и Берберова осознали, что возвращение в СССР невозможно. Ходасевич опубликовал в нескольких изданиях фельетоны о советской литературе и статьи о деятельности ГПУ за границей, после чего советская пресса обвинила поэта в «белогвардейщине». В марте 1925 года советское посольство в Риме отказало Ходасевичу в продлении паспорта, предложив вернуться в Москву. Он отказался, окончательно став эмигрантом.
В 1925 году Ходасевич и Берберова переехали в Париж, поэт печатался в газетах «Дни» и «Последние новости», откуда ушёл по настоянию П. Милюкова. С февраля 1927 года до конца жизни возглавлял литературный отдел газеты «Возрождение». В том же году выпустил «Собрание стихов» с новым циклом «Европейская ночь». После этого Ходасевич практически перестал писать стихи, уделяя внимание критике, и вскоре стал ведущим критиком литературы русского зарубежья. В качестве критика вёл полемику с Г. Ивановым и Г. Адамовичем, в частности о задачах литературы эмиграции, о назначении поэзии и её кризисе. Совместно с Берберовой писал обзоры советской литературы за подписью «Гулливер», поддерживал поэтическую группу «Перекрёсток», высоко отзывался о творчестве В. Набокова, который стал его другом.
С 1928 года Ходасевич работал над мемуарами, они вошли в книгу «Некрополь. Воспоминания» (1939) — о Брюсове, Белом, близком друге молодых лет поэте Муни, Гумилёве, Сологубе, Есенине, Горьком и других. Написал биографическую книгу «Державин». Намерение написать биографию Пушкина Ходасевич оставил из-за ухудшения здоровья («Теперь и на этом, как и на стихах, я поставил крест. Теперь у меня нет ничего», — писал он 19 июля 1932 года Берберовой, с которой они расстались в апреле того же года). В 1933 году он женился на Ольге (Голде) Борисовне Марголиной (1890, Санкт-Петербург — 1942, Освенцим), дочери петербургского купца второй гильдии Соломона-Бориса Ильича Марголина (1865—1918) и внучке петербургского купца первой гильдии Ельи (Ильи) Берковича Марголина (1836—?) (в 1939 году она приняла православие).
Последние годы Ходасевич жил в Булонь-Бийанкуре под Парижем (с осени 1928 до конца 1932 по адресу 10B, rue des 4 Cheminées, затем — 46, avenue Victor Hugo). Умер 14 июня 1939 года после операции по поводу рака в Париже, в клинике Альма (166, Rue de l’Université). Чин отпевания совершил Михаил Недоточин 16 июня 1939 года в русском грекокатолическом храме Святой Троицы в присутствии видных деятелей эмиграции и представителей православного клира. Похоронен на кладбище Пьер Гренье в Булонь-Бийанкуре.
Его вдова Ольга Борисовна Марголина-Ходасевич как еврейка во время оккупации Франции 16 июня 1942 года вместе с сестрой Марианной были депортированы в концлагерь Дранси, оттуда 14 сентября того же года в Освенцим, где погибли. Нина Берберова пыталась спасти её от депортации, но безуспешно. Впоследствии Н. Н. Берберова взяла на себя все заботы об архиве, литературном наследии, а также могиле В. Ф. Ходасевича.

## Адреса в Петрограде
- 1920—1921 — Дом Искусств (ДИСК) — Проспект 25-го Октября, 15;
- 1922 год — доходный дом Е. К. Барсовой — Кронверкский проспект, 23.
- 1922 год — Кирочная улица, 11 (на квартире Юрия Анненкова)

## Адреса в Москве
- Камергерский переулок, 6/5 — дом, где родился В. Ф. Ходасевич